# Ігнац фон Борн
Ігнац едлер фон Борн, також відомий як Ігнаціус фон Борн (нім. Ignaz Edler von Born; 26 грудня 1742, Алба-Юлія, Трансільванія — 24 липня 1791, Відень) — австрійський мінералог і металург, провідний німецький вчений 1770-х .
Коло наукових інтересів — гірнича справа, мінералогія, палеонтологія, хімія, металургія та малакологія.